# 뻐꾸기 알
《뻐꾸기 알》(The Cuckoo's Egg: Tracking a Spy Through the Maze of Computer Espionage)은 1989년 클리포드 스톨이 쓴 책이다. 로런스 버클리 국립연구소(LBNL)에 침입한 해커를 추적하는 과정을 1인칭 시점으로 다루는 책이다.
뻐꾸기 알이라는 용어가 새의 탁란에서 악성 소프트웨어로 확장되는 계기이기도 하다.

## 줄거리
저자 클리포드 스톨은 미국 로런스 버클리 국립연구소(LBNL)에서 컴퓨터를 관리하는 천문학자였다. 1986년 어느 날 그의 상사는 컴퓨터 사용 기록에 남아 있었던 75센트 회계 오류를 해결해 달라고 요청했다. 그는 컴퓨터를 9초 동안 사용하고 요금을 지불하지 않은 사용자가 그 원인임을 추적했다. 그리고 그 뒤에는 원본 GNU 이맥스의 movemail 기능의 취약점을 사용하여 LBNL 시스템에 슈퍼유저 접근 권한을 취득한 해커가 있었다.
해커 추적 초기에 LBNL로 들어오는 전화 회선을 감청하기 위해서 연휴 기간 동안 터미널과 텔레프린터 50대를 주말에 자리를 비운 동료의 책상에서 "빌려서" 설치했다. 감청이 진행 중이었던 주말에 팀네트(Tymnet) 라우팅 서비스를 통해서 전화 회선이 연결되었음을 확인했다. 팀네트의 협조로 전화가 걸린 지점이 미국 버지니아주 맥린(McLean)에 있었던 방위산업체인 MITRE의 콜 센터였음을 확인했다. 이후 10개월간 해커의 근원지를 계속해서 추적했다. 문제의 해커는 1200보 회선을 사용했고 전화 모뎀을 사용하여 연결하고 있었다. 스톨의 동로였던 폴 머리(Paul Muyrray)와 로이드 벨냅(Lloyd Bellknap)이 전화 회선을 기술적으로 지원했다.
이후 해커의 행위를 추적할 수 있는 텔레프린터 한 대를 제외한 모든 "빌린" 터미널을 반납했다. 이 해커는 미국의 여러 군사 기지에 인가되지 않은 접근을 시도했으며, 일부는 성공했다. 해커의 주된 관심사는 "핵(nuclear)" 및 "SDI"였고 해당 단어가 들어간 파일을 검색했다. 또한 사전 공격을 위해서 암호 파일을 복사했고, 암호를 직접 획득할 수 있는 트로이 목마를 설치했다. 여러 고등급 보안 시설에서도 시스템 관리자가 공장 초기값에서 암호를 변경하지 않았기 때문에 해커가 쉽게 암호를 추측할 수 있었다. 때때로는 암호를 입력하지 않고 "guest" 계정으로 로그인할 수 있는 시스템이 있었으며, 일부 군사 기지도 이에 포함되었다.
스톨은 해커의 일간 활동 기록을 최초로 기록한 사람으로 간주되며, 현재까지 알려진 최초의 문서화된 컴퓨터 침입 기록이기도 하다. 조사 과정에서 미국 연방수사국(FBI), 중앙정보국(CIA), 국가안보국(NSA), 공군 특수수사국(OSI)의 다양한 요원들과 접촉했다. 조사 초기에는 관할권 문제와 정보 공유를 하지 않으려는 경향을 비쳤다. 특히 FBI는 금전적인 문제가 아니며 기밀정보에 접근한 기록이 없었기 때문에 관심을 보이지 않았다.
해커 일지를 분석하면서 해당 해커가 VAX/VMS 및 AT&T 유닉스에 익숙하다는 것을 알게 되었다. 해커의 주요 활동 시간대는 태평양 표준시 기준 한낮이었다. 모뎀 통신료가 야간에 더 저렴했으며 대부분 사람들은 낮에 일을 하거나 학교에 가 있기 때문에 해킹은 주로 밤에 일어나므로, 미국 동부와 같은 더 동쪽으로 떨어진 지역에 있을 것이라고 가정했다.
팀네트와 다양한 기관의 요원의 협력으로 해당 해커는 서독에서 위성을 통해서 침입했음을 확인했다. 서독의 연방우정국은 당시에는 전화선의 독점권을 가지고 있었으며, 이들의 협조로 브레멘에 있는 대학교에서 전화가 걸렸음을 확인했다. 해커의 정체를 확인하기 위해서 LBNL에 "SDI" 계약을 체결하여 설립된 새로운 가짜 부서를 설치했다. 이 기술은 오늘날의 허니팟의 시조이기도 하다. 해커가 가짜 SDI 부서에 관심이 있음을 확인하자, 가상의 비서 바바라 셔윈(Barbara Sherwin)이 관리하는 "SDInet" 계정을 생성하여 공문서처럼 보이는 큰 파일을 생성해 두었다. 해커가 대용량 파일에 접근하는 동안 서독 연방우정국은 하노버에 있는 해커의 자택을 추적할 수 있었다. 드러난 본명은 마르쿠스 헤스(Markus Hess)였으며, 소련의 정보기관 KGB에 해킹 결과를 지난 몇 년 동안 팔고 있었다. 이 사실을 증명하는 또 다른 정황 증거로 한 헝가리 간첩이 LBNL의 가상의 SDInet 부서에 우편으로 연락을 해 왔다. 소련에서는 헤스가 가짜 정보를 넘기는지 확인하기 위하여 이러한 전술을 사용했다.
서독에서 열린 헤스의 재판에 증언하기 위해서 스톨은 서독을 방문했다.

## 같이 보기
- 디지털 발자국
- 카를 코흐 (해커)
- 23 – 해커의 시점으로 만든 영화